# 마테오 안토니
마테오 안토니(스페인어: Mateo Antoni Pavón, 2003년 7월 6일~)는 우루과이의 축구 선수로, 나시오날과 우루과이 연령별 대표팀에서 수비수로 활동하고 있다.

## 국가대표팀 경력
2023년 FIFA U-20 월드컵에서 우승 하고 2023년 CONMEBOL U-20 축구 선수권 대회에서 준우승을 차지한 우루과이 U-20 대표팀 의 일원이다.
2024년 1월, 2024년 CONMEBOL 프리올림픽 토너먼트를 참가하기 위한 우루과이 대표팀에 소집되었다.